# Xã Maplewood, Quận Otter Tail, Minnesota
Xã Maplewood (tiếng Anh: Maplewood Township) là một xã thuộc quận Otter Tail, tiểu bang Minnesota, Hoa Kỳ. Năm 2010, dân số của xã này là 318 người.